# Gardenia gordonii
Gardenia gordonii là một loài thực vật thuộc họ Rubiaceae. Đây là loài đặc hữu của Fiji.